# Мадрид-Аточа
40°24′27″ пн. ш. 3°41′30″ зх. д. / 40.4075° пн. ш. 3.6916666666667° зх. д.
Вокзал Ато́ча (ісп. Estación de Atocha) — найбільший залізничний вузол Мадрида та всієї Іспанії. Один із двох вокзалів іспанської столиці — нарівні з вокзалом Чамартін. Поїзди, що вирушають із вокзалів Аточа і Чамартін, курсують високошвидкісними лініями AVE, швидкісним і звичайним лініями Alvia.
Свою назву вокзал отримав 9 лютого 1851 року на честь знесеної брами Аточа. У перекладі з іспанської це слово означає іспанський дрок, низькорослий чагарник з дрібними жовтими квітами.
З перонів вокзалу Аточа вирушають поїзди та електрички на південь, схід і захід країни, пов'язуючи з Мадридом населення таких провінційних міст, як Толедо, Куенка, Аранхуес, Алькала-де-Енарес, Гвадалахара, Авіла, Ескоріал, Сего. До вокзалу належить і станція Пуерта-де-Аточа, звідки вирушають високошвидкісні поїзди AVE в Барселону, Кордову, Севілью, Малагу, Кадіс та до багатьох інших міст.
Аточа є великим транспортно-пересадковим вузлом (високошвидкісні поїзди, приміські електрички, метро та автобуси).
11 березня 2004 року вокзал Аточа зажив сумної слави у зв'язку із серією терористичних актів, що спричинили великі людські жертви. У центрі сучасної станції розташовується зимовий сад з пальмами та іншими тропічними рослинами та водоймою, де мешкає велика колонія черепах.